# Tăuții-Măgherăuș
Tăuții-Măgherăuș (em húngaro: Miszmogyorós; até 1927 foi também conhecida como Misztótfalu) é uma cidade (oraș) do județ (distrito) de Maramureș, na região histórica da Transilvânia, Roménia. Em 2011 tinha 7 136 habitantes e em 2016 estimava-se que tivesse 8 048 habitantes. A área administrada pela cidade tem 125,64 km², na qual se situam as aldeias de Băița (Láposbánya), Bozânta Mare (Nagybozinta), Bușag (Buság), Merișor, Nistru (Miszbánya) and Ulmoasa (Szilas).[carece de fontes?]
Tăuții-Măgherăuș situa-se 11 km a oeste da capital distrital Baia Mare, de cuja aglomeração urbana praticamente faz parte. Pela cidade passa a estrada nacional DN1C (estrada europeia E58), que liga Baia Mare a Satu Mare. O Aeroporto de Baia Mare (IATA: BAY, ICAO: LRBM) encontra-se no território administrado por Tăuții-Măgherăuș.
Os primeiros vestígios de povoamento remontam ao século XII. A primeira menção escrita data de 1440, num documento onde aparece como sendo um feudo da família Morocz, que também possuía a vila de Seini.

## Demografia
Segundo o censo de 2011, 82,6% dos habitantes eram etnicamente romenos, 11,9% húngaros e 1% ciganos. Em termos religiosos, 79,1% eram cristãos ortodoxos, 10,2% católicos romanos, 4,8% protestantes e 3,8% greco-católicos.
Em 1910, 68,6% da população era romena e 29,8% húngara. Em 1930, essas proporções eram, respetivamente, 73% e 24,8%.
Em 2002, a distribuição de população pelas localidades do município era a seguinte:
- Tăuții Măgherăuș — 2 232 habitantes
- Băița — 1 806 habitants
- Bozânta Mare; 595 habitantes
- Bușag — 543 habitantes
- Merișor — 252 habitantes
- Nistru — 1 088 habitantes
- Ulmoasa — 197 habitantes